# Ensembl
Ensembl es un proyecto de investigación científica que tiene como objetivo principal la construcción de una base de datos que integra anotación genómica y otros datos biológicos del genoma humano y otros vertebrados y organismos modelo. Está liderado por el Instituto Europeo de Bioinformática, una división del Laboratorio Europeo de Biología Molecular, y el Wellcome Trust Sanger Institute.
Toda la información y software generados en el proyecto es de libre uso y acceso,sirviendo como fuente de recursos para investigadores en genética, biología molecular, bioinformática y otras disciplinas asociadas.
La mayoría del software producido y utilizado se escribe en el lenguaje de programación Perl, y se basa en las librerías BioPerl. La interfaz de programación de aplicaciones (API) de Perl puede utilizarse fácilmente en otros proyectos genómicos, por ejemplo en la anotación de genes o listas de clones. También hay disponible una API para Java.

## Historia
El genoma humano está compuesto de 3 mil millones de bases, que codifican aproximadamente para 20 000 - 25 000 genes. Sin embargo, el genoma por si sólo es de poca utilidad sin identificar la localización y relaciones entre genes individuales. Una opción es anotarlos manualmente, donde un equipo de investigadores puede localizar genes mediante datos experimentales extraídos de revistas científicas y datos públicos. Este procedimiento manual es un proceso lento y tedioso. La alternativa es la anotación automática, en la que se realiza la búsqueda de patrones mediante herramientas computacionales desde proteínas al ADN. En 1999 se lanzó el proyecto Ensembl en respuesta a la inminente finalización del Proyecto Genoma Humano, con los objetivos iniciales de anotar automáticamente el genoma humano, integrar esta anotación con datos biológicos disponibles y hacer público todo este conocimiento.
En el proyecto Ensembl, los datos de secuenciación son procesados por el sistema de anotación de genes (una colección de pipelines escritos en Perl), el cual predice un conjunto de genes y los guarda en una base de datos en MySQL para posteriores análisis y visualización. Ensembl publica estos datos a toda la comunidad científica mundial. Todos los datos y código producido por el proyecto Ensembl están disponibles para su descarga, existiendo también un servidor de acceso remoto para acceder a estos. Además, es posible visualizar gran parte de los datos generados computacionalmente en el sitio web de Ensembl.
El proyecto se ha expandido con el tiempo, incluyendo nuevas especies (organismos modelo relevantes como el ratón, Drosophila melanogaster y el pez cebra), así como un mayor repertorio de datos genómicos, incluyendo variantes genéticas y elementos reguladores. Desde abril de 2009, el proyecto hermano Ensembl Genomes ha expandido el alcance de Ensembl hacia organismos invertebrados, tanto animales, plantas, hongos, bacterias como protistas, centrándose en describir el contexto taxonómico y evolutivo de genes, mientras que el proyecto original continúa enfocado en organismos vertebrados.
A fecha de 2020, Ensembl guardaba más de 50 000 genomas entre las bases de datos de Ensembl y Ensembl Genomes, incluyendo algunas innovadoras características como Rapid Release, un sitio web diseñado para publicar más rápidamente datos de anotación de genomas, y COVID-19, un portal de acceso al genoma de referencia del virus SARS-CoV-2.

## Genomas anotados
Los genomas anotados incluyen los vertebrados más completos, y organismos modelo seleccionados. A fecha de 2022, hay 271 especies registradas en la base de datos. A continuación se muestra una tabla desplegable de las especies registradas y su clasificación taxonómica:
| Filo          | Clase        | Superorden       | Orden                          | Especies |
| ------------- | ------------ | ---------------- | ------------------------------ | --- |
| Chordata      | Mammalia     | Euarchontoglires | Primates                       | babuino, bonobo, capuchino, chimpancé, colobo angoleño, colobo rojo ugandés, mono ardilla boliviano, drill, gálago de Garnet, gelada, gibón, gorila, humano, langur chato dorado, langur negro de nariz chata, lémur grande del bambú, lémur ratón gris, macaco cangrejero, macaco de cola de cerdo sureño, macaco Rhesus, mangabey gris, mono nocturno de Nancy Ma, mono verde, orangután de Sumatra, sifaca de Coquerel, tarsero filipino, tití común |
| Chordata      | Mammalia     | Euarchontoglires | Scandentia                     | Tupaya de Belanger |
| Chordata      | Mammalia     | Euarchontoglires | Glires (Roedores + Lagomorfos) | Ardilla de tierra, ardilla roja, castor americano, chinchilla de cola larga, cobaya, conejo, cuis común, degú, gerbil de Mongolia, hámster chino, hámster dorado, jerbo de Egipto, marmota alpina, Mus caroli, Mus pahari, Nannospalax galili, pica americana, rata marrón, rata topo de Damara, rata topo desnuda, ratón, ratón canguro, ratón de las estepas, ratón ciervo, ratón moruno, Spermophilus dauricus, suslik ártico, topillo de la pradera |
| Chordata      | Mammalia     | Laurasiatheria   |                                | Alpaca, asno, ballena azul, beluga, bisonte americano, caballo, cabra, cachalote, cerdo, Cervus hanglu yarkandensis, ciervo almizclero siberiano, delfín nariz de botella, dingo, dromedario, erizo común, gato, hurón, león, león marino de California, leopardo, lince de Canadá, megamurciélago, murciélago grande de herradura, musaraña bicolor, narval, oso negro americano, oso panda, oso polar, oso tibetano, oveja, pecarí quimilero, pequeño murciélago café, perro, suricata, tenrec erizo menor, tigre siberiano, vaca, vaquita marina, visón americano, yak, zorro rojo |
| Chordata      | Mammalia     | Afrotheria       |                                | Damán de El Cabo, elefante africano, tenrec |
| Chordata      | Mammalia     | Xenarthra        |                                | Armadillo de nueve bandas, perezoso |
| Chordata      | Mammalia     | Marsupialia      |                                | Colicorto gris, demonio de Tasmania, koala, Ualabí de Tammar, uómbat común |
| Chordata      | Mammalia     | Monotremata      |                                | Ornitorrinco |
| Chordata      | Reptilia     |                  |                                | Anolis verde, cobra india, cocodrilo marino, dragón barbudo, dragón de Komodo, Krait de mar de bandas azules, lagarto blanco, lagartija roquera, serpiente marrón oriental, serpiente tigre, terrapene carolina triunguis, tortuga china de caparazón blando, tortuga del barro de África Occidental, tortuga del desierto de Mojave, tortuga gigante de Pinta, tortuga lagarto, tortuga pintada, tortuga sinaloense de matorral, tuátara |
| Chordata      | Aves         |                  |                                | Águila real, amazona de pico amarillo, ánade picopinto chino, ánser piquicorto, ánade real, anteojitos dorsigrís, Athene cunicularia, autillo oriental, avestruz de cuello azul, búho real, busardo japonés, canario doméstico, capuchino del Japón, cebú, carbonero común, cernícalo vulgar, codorniz japonesa, combatiente, correlimos cuchareta, cuervo de Nueva Caledonia, Cyanoderma ruficeps, diamante cebra, diamante de Gould, emú común, faisán dorado, gallina, gallo, ganso cisne, gavilán común, gorrión de garganta blanca, herrerillo común, junco pizarroso, kakapo, kiwi de okarito, kiwi moteado mayor, kiwi moteado menor, lechuza moteada del norte, papamosca acollarado, pato, pato criollo, pavo, pavo real común, perdiz chilena, periquito común, pintada común, pinzón de Darwin pequeño, pinzón de Darwin picomediano, ratona australiana azul, saltarín coroniazul, saltarín cuellidorado, zorzalito de Swainson |
| Chordata      | Lissamphibia |                  |                                | Leptobrachium leishanense, Xenopus tropicalis |
| Chordata      | Teleostei    |                  |                                | Acanthochromis polyacanthus, Amphilophus citrinellus, Amphiprion percula, anguila de lodo, anguila eléctrica, arenque común,Astatotilapia calliptera, Astyanax mexicanus, bacalao común, barramundi, bichir de Calabar, Callorhinchus milii, carpa común, catán pinto, celacanto, Cottoperca gobio, Cynoglossus semilaevis, Cyprinodon variegatus, Danio rerio, Denticeps clupeoides, dorada, Eptatretus burgeri, espinoso, Fundulus heteroclitus, gambusino, Gouania willdenowi, Haplochromis burtoni, Hippocampus comes, jurel, Larimichthys crocea, lucio europeo, lucioperca, lubina, lumpo, maragota, Mastacembelus armatus, Maylandia zebra, medaka chino, medaka común, medaka de Java, Myripristis murdjan, Neogobius melanostomus, Neolamprologus brichardi, Nothobranchius furzeri, Oreochromis aureus, Oryzias melastigma, Paramormyrops kingsleyae, perca trepadora, Periophthalmus magnuspinnatus, pez cristal de la India, pez dorado, pez gato americano, pez limón, pez luchador de Siam, pez luna, pez millón, pez payaso común, piraña de vientre rojo, platy, Poecilia formosa, Poecilia latipinna, Poecilia mexicana, puffer verde, Pundamilia nyererei, rémora rayada rivulín de manglar, rodaballo, Salarias fasciatus, salmón común, salmón del Danubio, salmón del pacífico, salmón real, Scleropages formosus, Sinocyclocheilus anshuiensis, Sinocyclocheilus grahami, Sinocyclocheilus rhinocerous, Sphaeramia orbicularis, Stegastes partitus, Takifugu rubripes (fugu), tilapia del Nilo, trucha arcoíris, trucha común, Xiphophorus couchianus |
| Chordata      | Cyclostomi   |                  |                                | Lamprea marina |
| Chordata      | Urochordata  |                  |                                | Ciona intestinalis, Ciona savignyi |
| Invertebrados | Insecta      |                  |                                | Aedes aegypti, Anopheles gambiae, Drosophila melanogaster |
| Invertebrados | Gusanos      |                  |                                | Caenorhabditis elegans |
| Levadura      |              |                  |                                | Saccharomyces cerevisiae |

Este servicio se utiliza por los biólogos moleculares y bioinformáticos de todo el mundo que trabajan con genomas de las especies listadas. Las predicciones de codificación, control y otros elementos en los genomas pueden compararse con datos de investigaciones primarias y con fuentes primarias de conocimiento genómico actualizado (bases de datos biológicas). La sintenia es de valor educativo en los colegios.

## Aplicaciones
En una investigación realizada en 2014 se empleó Ensembl para el análisis genómico de conejo en busca de cambios fenotípicos durante su domesticación, es así que se realizó el ensamblaje del genoma que junto con la secuenciación de RNA de conejo y datos de ortólogos humanos, se obtuvieron regiones no traducidas (UTRs) (168,286 características distintas), regiones no codificantes de RNA (n=9666), y no elementos no codificantes conservados (2.518.476 características distintas). Esta información permitió agrupar las muestras para el análisis de la secuenciación genómica y sus modificaciones durante la domesticación de los conejos

## Acceso libre/espejos
Todos los datos del proyecto Ensembl, así como el software, son de acceso libre, estando disponibles para toda la comunidad científica bajo una licencia CC BY 4.0. Actualmente, el sitio web de Ensembl tiene cuatro espejos diferentes en el mundo para mejorar su servicio.
| Sitios web espejo oficiales                                               |
| ------------------------------------------------------------------------- |
| Servidor de Reino Unido (Instituto Sanger) ---- Sitio web principal       |
| Servidor de la costa oeste de EE. UU. (Amazon AWS) ---- Espejo en la nube |
| Servidor de la costa este de EE. UU. (Amazon AWS) ---- Espejo en la nube  |
| Servidor de Asia (Amazon AWS) ---- Espejo en la nube, en Singapur         |